# 1299
1299. је била проста година.

## Догађаји
- Википедија:Непознат датум — Султан Осман Гази прогласио независност Османског царства.

- Завршен је Керзолов рат (1295-1299) Војни сукоб између Млетачке и Ђеновске републике (део Млетачко-Ђеновских ратова).
- Византијско-млетачки рат (1296-1302 — део Млетачко-Ђеновског рата (1293-1299).
- Разарање Кијева од стране кана Тохте. Као резултат сукоба, Тохтина војска је победила Ногаја, након чије смрти 1300. године, Тохта је постао једини владар Златне хорде.
- Фландријски рат (1297-1305) који је водио француски краљ Филип IV против Фландријске грофовије и фламанских градова.
- Грађански рат у Ливонији (1297-1330) Низ војних сукоба у којима су учествовале две главне супротстављене стране — Рига и Ливонски ред.
- Почела је монголска инвазија на Палестину (1299-1300).
- 27. јануар — оснивање Османске државе. У то време, држава Селџука, која је некада била део Абасидског калифата, пролазила је кроз процес распада. У једном од бејлука (региона) ове државе, смештеном између градова Бурсе и Анкаре, Осман, син Ертугрула, постаје владар, замењујући свог оца на овој позицији. Осман, видећи нејединство исламског света, растрзаног са свих страна непријатељима, а изнутра - грађанским сукобима, жели да исправи ову ружну слику. Он предузима кораке усмерене на формирање државне структуре осмишљене да даље уједини муслимански свет, засноване на исламским принципима које је завештао пророк Мухамед.
- 1. децембар - Битка код Фалконaрије: Федерико II Сицилијански побеђује Филипа I од Таранта.
- Стефан Урош II Милутин успешно је окончао рат са Византијом, проширивши своје поседе.
- У југоисточној Азији, на месту модерног Сингапура, настала је држава Тумасик сломом Шривијаје.
- Династија Герулфинг је изумрла. Грофовија Холандија постаје део уније са грофовијом Ено. Поход Газан Кана у Сирији.
- 22. децембар - победа над Мамелуцима код Вади ел-Хазнадара (близу Хомса).
- 22. децембар — битка у долини Ел-Хазнадар између монголске војске Илкана Газана и мамелучке војске, која је претрпела тежак пораз.
- Делхијски султан Ала ад-Дин Мухамед Шах освојио је Гуџарат.
- Монголска инвазија на Индију. Ала уд-Дин Халџи је повео поход против Монгола. Након дугог повлачења, Монголи су напали и поразили део његових трупа, индијски генерал Зафар Кан је убијен. Након овога, Монголи су извршили брз напад, стигли до Делхија и опустошили и сам град и његову околину. Ала уд-Дин је могао да борави у тврђави Сири само око два месеца.
- Довмонт је нанео још један пораз (претходни 1271, 1272. и 1278.) трупама Ливонског реда, које су заузеле Псковски посад. У бици на реци Великој код цркве Светих апостола Петра и Павла, витезови су поражени, а заробљени затвореници су касније послати у Владимир великом кнезу Андреју Александровичу.
- Разарање Кијева од стране кана Златне Хорде — Тохта-кана.
- Митрополит кијевски и све Русије Максим се са својим свештенством преселио из Кијева у Владимир, који је био стално под нападима Златне хорде (владимирски епископ Симеон је премештен у Ростов).

## Смрти
- 31. децембар — Маргарета од Анжуа и Мена, грофица Анжуа